# تیلور آوریل
تیلور آوریل (انگلیسی: Taylor Averill؛ زادهٔ ۵ مارس ۱۹۹۲) بازیکن والیبال اهل ایالات متحده آمریکا است.
از باشگاه‌هایی که در آن بازی کرده‌است می‌توان به باشگاه والیبال ایندیکپل آزتس اولشتین اشاره کرد.